# Ajedrez grotesco
En ajedrez, el adjetivo grotesco se refiere a un tipo de problema que se debe resolver y que se caracteriza por una muy improbable posición inicial, en la cual un reducido número de piezas blancas deben enfrentar a un mucho mayor ejército de negras. Esta clase de problema tiene por lo general una tónica humorística. En realidad, existe además una subvariedad del ajedrez grotesco, en la que el humor tiene un papel exclusivo.

## Ejemplos

### Ejemplo de Ottó Bláthy
|       |       |       |       |       |       |    |       |    |  |
|       | a8    | b8    | c8    | d8    | e8    | f8 | g8    | h8 |  |
| a7    | b7    | c7    | d7    | e7    | f7    | g7 | h7    |    |  |
| a6    | b6    | c6    | d6    | e6    | f6    | g6 | h6    |    |  |
| a5    | b5    | c5 pd | d5    | e5    | f5    | g5 | h5    |    |  |
| a4    | b4 pd | c4 pd | d4    | e4    | f4    | g4 | h4    |    |  |
| a3 bd | b3 rd | c3 pd | d3 pd | e3    | f3    | g3 | h3    |    |  |
| a2 qd | b2 pd | c2 pd | d2 rd | e2 pd | f2 kl | g2 | h2 pl |    |  |
| a1    | b1 nd | c1 kd | d1 bd | e1 nd | f1    | g1 | h1    |    |  |
|       |       |       |       |       |       |    |       |    |  |

Un ejemplo particularmente extremo propuesto por Otto Blathy se ilustra a la derecha. En la posición inicial hay dieciséis piezas negras enfrentando a solo dos blancas: un peón y el rey. Contra todos los pronósticos, las blancas darán jaque mate. La solución, en notación algebraica, es:
1.Rxe1 Da1 2.h3! Da2 3.h4 Da1 4.h5 Da2 5.h6 Da1 6.h7 Da2 7.h8=C!! Da1 8.Cf7 Da2 9.Cd8 Da1 10.Ce6 Da2 11.Cxc5 Da1 12.Ce4 Da2 13.Cd6 Da1 14.Cxc4 Da2 15.Ca5 Da1 16.Cxb3#
El hecho de que la reina negra deba estar en a1 en vez de en a2 cuando las blancas juegan Cxb3 explica porqué 2.h4 no funciona. De la misma forma, si el caballo toma una ruta más directa al cuadrado b3 con 8.Cg6 Da2 9.Ce5 Da1 10.Cxc4 Da2 11.Ca5 las negras pueden perder una movida con 11...c4! 12.Cxc4 Da1 15.Ca5 Da2 y no habrá jaque mate. Los problemas del ajedrez grotesco suelen estar plagados de esta clase de sutilezas y habitualmente requieren precisa sincronía en los movimientos.

### Ejemplo de Tigran Gorgiev
|       |       |       |       |       |       |    |    |    |  |
|       | a8    | b8    | c8    | d8    | e8    | f8 | g8 | h8 |  |
| a7    | b7    | c7    | d7    | e7    | f7    | g7 | h7 |    |  |
| a6    | b6    | c6    | d6    | e6 nl | f6    | g6 | h6 |    |  |
| a5    | b5    | c5    | d5    | e5 ql | f5    | g5 | h5 |    |  |
| a4    | b4 pd | c4 pd | d4    | e4    | f4    | g4 | h4 |    |  |
| a3    | b3 pd | c3    | d3    | e3    | f3 nl | g3 | h3 |    |  |
| a2 bd | b2 pd | c2 qd | d2 pd | e2    | f2 pd | g2 | h2 |    |  |
| a1 nd | b1 rd | c1 kd | d1 rd | e1 bd | f1 kl | g1 | h1 |    |  |
|       |       |       |       |       |       |    |    |    |  |

En el problema de la izquierda, compuesto por Tigran Gorgiev, uno de los más reconocidos creadores de grotescos, las blancas deberán jugar y hacer tablas. Para lograrlo, deberán sacrificar la mayoría de su reducido plantel para obligar a las negras a repetir movimientos: 1.Cf4 Dd3+ (de otra forma 2.Ce2+ conduce al mate) 2.Cxd3+ cxd3 3.Dc3+ bxc3 4.Ce5 Rc2 5.Cc4 Rc1 6.Ce5 y las negras deben entablar por repetición. Nótese que solo las casillas c4 y e5 servirán para el caballo blanco; si por ejemplo 4.Cd4 y entonces 4...Cc2 permite liberarse a las negras (lo cual es impoosible con el caballo en e5 porque Cxd3#); y si por ejemplo 5.Cc6 entonces las negras pueden liberarse con 5...Tbc1 o 5...Tdc1 (imposible con el caballo en c4 porque Ca3# y Ce3#, respectivamente).
Existe otra clase de problemas similares a los del grotesco; en este tipo de escenarios, se estipula por ejemplo que "mueven las blancas para hacer jaque mate en no más de n movimientos", donde n es usualmente un número relativamente grande, alrededor de 100. Bláthy fue también un notable compositor de estos ejercicios.

### Ejemplo de Paul Lamford
|       |       |       |       |       |       |       |       |    |  |
|       | a8    | b8    | c8    | d8    | e8    | f8    | g8    | h8 |  |
| a7    | b7    | c7    | d7    | e7    | f7    | g7    | h7    |    |  |
| a6    | b6    | c6    | d6    | e6    | f6    | g6    | h6    |    |  |
| a5    | b5 kd | c5    | d5    | e5    | f5 pd | g5    | h5    |    |  |
| a4 pd | b4    | c4 pd | d4    | e4 pd | f4 pl | g4 pd | h4    |    |  |
| a3 pl | b3 pd | c3 pl | d3 pd | e3 pl | f3    | g3 pl | h3 pd |    |  |
| a2    | b2 pl | c2    | d2 pl | e2    | f2    | g2    | h2 pl |    |  |
| a1 ql | b1 nl | c1 kl | d1    | e1    | f1 nl | g1 rl | h1 rl |    |  |
|       |       |       |       |       |       |       |       |    |  |

A la derecha figura otro tipo de problema del ajedrez grotesco. Esta vez las blancas tiene una clara ventaja material, pero se hace difícil obtener algún provecho debido a la posición trabada de los peones. A primera vista parece que nada puede hacerse: en movidas como Tg2, las blancas no pueden progresar a menos que las negras capturen; pero existe una salida: jugar Da2 en un momento apropiado para amenazar Dxb3. Hacer esto inmediatamente no funciona (las negras simplemente promocionan en a1 y hacen jaque mate), pero hay una forma:
1.Rd1 Rb6 2.Re1 Rb5 3.Tg2 Rb6 4.Te2 Rb5 5.Rf2 Rb6 6.Te1 Rb5 7.Tg1 Rb6 8.Tg2 Rb5 9.Tc1 Rb6 10.Re1 Rb5 11.Te2 Rb6 12.Rd1 Rb5 13.Te1 Rb6 14.Tc2 Rb5 15.Rc1 Rb6 16.Da2!! bxa2 17.b4! a1D 18.Tb2 Rb5 19.Td1 Ra6 20.b5+ Rb6 21.Te1 Ra7 22.b6+ Rb7 23.Td1 y las negras deben o bien entregar la dama o permitir promover el peón.